# México en los Juegos Olímpicos de Berlín 1936
México estuvo representado en los Juegos Olímpicos de Berlín 1936 por un total de 32 deportistas masculinos que compitieron en 8 deportes.

## Medallistas
El equipo olímpico mexicano obtuvo las siguientes medallas:
| Nombre                                               | Deporte    | Competición |
| ---------------------------------------------------- | ---------- | ----------- |
| Oro                                                  |            |             |
| —                                                    |            |             |
| Plata                                                |            |             |
| —                                                    |            |             |
| Bronce                                               |            |             |
| Equipo                                               | Baloncesto | Torneo M    |
| Fidel Ortiz                                          | Boxeo      | 53,5 kg M   |
| Juan Gracía Julio Mueller Antonio Nava Alberto Ramos | Polo       | Torneo M    |

## Resultados por deporte

### Atletismo
Valentín González compitió por segunda vez en Juegos Olímpicos y México debutó en la prueba de salto con garrocha.
| Atleta                  | Evento   | Heat      | Heat     | Cuartos de final | Cuartos de final | Semifinal   | Semifinal | Final     | Final     |
| Atleta                  | Evento   | Resultado | Posición | Resultado        | Posición         | Resultado   | Posición  | Resultado | Posición  |
| ----------------------- | -------- | --------- | -------- | ---------------- | ---------------- | ----------- | --------- | --------- | --------- |
| Valentín González Ávila | 5000 m   |           |          |                  |                  | desconocido | 13        | No avanzó | No avanzó |
| Valentín González Ávila | 10,000 m |           |          |                  |                  |             |           | No inició | No inició |

Eventos de campo
| Atleta                   | Evento             | Clasificación | Clasificación | Final     | Final     |
| Atleta                   | Evento             | Distancia     | Posición      | Distancia | Posición  |
| ------------------------ | ------------------ | ------------- | ------------- | --------- | --------- |
| Pascual Gutiérrez Maza   | Salto de longitud  | <7.15         | Desconocida   | No avanzó | No avanzó |
| Rigoberto Pérez Amavisca | Salto con garrocha | 3.50          | 29            | No avanzó | No avanzó |

### Baloncesto
México participó por primera vez en el basquetbol olímpico.
Torneo masculino
| Selección de Baloncesto de México |
| Jugadores                         |
| Nombre                            |
| Carlos Borja                      |
| Víctor Borja                      |
| Rodolfo Choperena                 |
| Luis de la Vega                   |
| Raúl Fernández Robert             |
| Andrés Gómez                      |
| Silvio Hernández                  |
| Francisco Martínez Cordero        |
| Jesús Olmos                       |
| José Pamplona                     |
| Greer Skousen                     |

| Fecha                | Ronda                          | Local          |                           | Resultado |                    | Visitante |
| -------------------- | ------------------------------ | -------------- | ------------------------- | --------- | ------------------ | --------- |
| 7 de agosto de 1936  | Primera ronda                  | Bélgica        | Bandera de Bélgica        | 9:32      | Bandera de México  | México    |
| 9 de agosto de 1936  | Segunda ronda                  | Filipinas      | Bandera de Filipinas      | 32:30     | Bandera de México  | México    |
| 10 de agosto de 1936 | Segunda ronda de consolación   | México         | Bandera de México         | 32:10     | Bandera de Egipto  | Egipto    |
| 11 de agosto de 1936 | Tercera ronda                  | México         | Bandera de México         | 28:22     | Bandera de Japón   | Japón     |
| 12 de agosto de 1936 | Cuartos de final               | México         | Bandera de México         | 24:17     | Bandera de Italia  | Italia    |
| 13 de agosto de 1936 | Semifinal                      | Estados Unidos | Bandera de Estados Unidos | 25:10     | Bandera de México  | México    |
| 14 de agosto de 1936 | Juego por la Medalla de bronce | México         | Bandera de México         | 26:12     | Bandera de Polonia | Polonia   |

### Boxeo
Con la medalla de Fidel Ortiz, quien compitió en sus segundos Juegos Olímpicos, el boxeo se convirtió en el primer deporte en dar medalla en dos Olimpiadas consecutivas a México.
| Atleta          | Evento      | Ronda de 32        | Ronda de 16        | Cuartos de final   | Semifinales        | Final              | Final             |           |
| Atleta          | Evento      | Oponente Resultado | Oponente Resultado | Oponente Resultado | Oponente Resultado | Oponente Resultado | Posición          |           |
| --------------- | ----------- | ------------------ | ------------------ | ------------------ | ------------------ | ------------------ | ----------------- | --------- |
| Fidel Ortiz     | Peso gallo  | Lacelles (CAN) G   | Barnes (GBR) G     | Hannan (RSA) G     | Wilson (EUA) P     | Cederberg (SWE) G  | Medalla de bronce |           |
| Sabino Islas    | Peso pluma  | Nicolaas (NED) P   | No avanzó          | No avanzó          | No avanzó          | No avanzó          | No avanzó         | No avanzó |
| Lorenzo Delgado | Peso ligero | Agren (SWE) P      | No avanzó          | No avanzó          | No avanzó          | No avanzó          | No avanzó         | No avanzó |
| Emilio Ballado  | Peso wélter | Andreassen (NOR) P | No avanzó          | No avanzó          | No avanzó          | No avanzó          | No avanzó         | No avanzó |

### Clavados
Fue la tercera participación de México en los clavados olímpicos, Jesús Flores participó en sus segundos Juegos Olímpicos.
| Atleta            | Evento               | Final  | Final    |
| Atleta            | Evento               | Puntos | Posición |
| ----------------- | -------------------- | ------ | -------- |
| Jesús Flores Alba | Plataforma 10 metros | 73.28  | 24       |

### Esgrima
México compitió por tercera ocasión consecutiva en la esgrima olímpica, llevando a dos esgrimistas a la prueba de espada.
Antonio Haro fue el único competidor en Los Ángeles 32 que repitió en el equipo, participando en sus segundos Juegos Olímpicos, pero cambiando de arma del sable a la espada.
Varonil
| Atleta                 | Evento | Ronda 1 | Ronda 1  | Cuartos de final | Cuartos de final | Semifinal | Semifinal | Final     | Final     |
| Atleta                 | Evento | Puntos  | Posición | Puntos           | Posición         | Puntos    | Posición  | Puntos    | Posición  |
| ---------------------- | ------ | ------- | -------- | ---------------- | ---------------- | --------- | --------- | --------- | --------- |
| Antonio Haro Oliva     | Espada | 9       | 1        | 12               | 1                | 5         | 8         | No avanzó | No avanzó |
| José Martínez Zorrilla | Espada | 10      | 6        | No avanzó        | No avanzó        | No avanzó | No avanzó | No avanzó | No avanzó |

### Pentatlón moderno
Heriberto Anguiano participó en sus segundos Juegos Olímpicos.
| Atleta                          | Equitación (cross-country) | Equitación (cross-country) | Equitación (cross-country) | Esgrima (espada - un toque) | Esgrima (espada - un toque) | Tiro (10 m pistola de aire) | Tiro (10 m pistola de aire) | Natación (300 m estilo libre) | Natación (300 m estilo libre) | Carrera (4000 m) | Carrera (4000 m) | Total de puntos | Posición final |
| Atleta                          | Penalizaciones             | Tiempo                     | Posición                   | Resultados (V–E–D)          | Posición                    | Puntos                      | Posición                    | Tiempo                        | Posición                      | Tiempo           | Posición         | Total de puntos | Posición final |
| ------------------------------- | -------------------------- | -------------------------- | -------------------------- | --------------------------- | --------------------------- | --------------------------- | --------------------------- | ----------------------------- | ----------------------------- | ---------------- | ---------------- | --------------- | -------------- |
| Heriberto Anguiano de la Fuente | 0                          | 9:52.7                     | 18                         | 15–6–19                     | 29                          | 177                         | 25                          | 5:53.0                        | 32                            | 14:40.4          | 13               | 118.5           | 30             |
| Luis Casillas Rodríguez         | 0                          | 9:16.0                     | 6                          | 19–4–17                     | 17                          | 162                         | 35                          | 6:58.6                        | 37                            | 19:20.9          | 39               | 134.5           | 34             |

### Polo
México participó por primera vez en el polo olímpico desde su debut en París 1900.
De acuerdo al reporte oficial, la selección mexicana estuvo compuesta por 6 jugadores, pero 2 de ellos fueron reservas y solo 4 participaron en los juegos. Sólo estos cuatro recibieron medalla y no se registró el nombre de los dos seleccionados restantes.
Grupo A
| 3 de agosto | Gran Bretaña | 13-11 | México |  |  |

| 5 de agosto | Argentina | 15-5 | México |  |  |

Medalla de bronce
| 6 de agosto | México | 16-2 | Hungría |  |  |

### Tiro
Gustavo Huet regresó a Juegos Olímpicos después de ser medallista de plata en 1932, pero esta vez no pudo llevarse medalla pese a lograr una mejor puntuación.
| Atleta                   | Evento                       | Ronda 1     | Ronda 1     | Ronda 2   | Ronda 2   | Ronda 3   | Ronda 3   | Ronda 4   | Ronda 4   | Ronda 5   | Ronda 5   | Ronda 6   | Ronda 6   | Final     | Final     |           |           |
| Atleta                   | Evento                       | Puntos      | Posición    | Puntos    | Posición  | Puntos    | Posición  | Puntos    | Posición  | Puntos    | Posición  | Puntos    | Posición  | Puntos    | Posición  |           |           |
| ------------------------ | ---------------------------- | ----------- | ----------- | --------- | --------- | --------- | --------- | --------- | --------- | --------- | --------- | --------- | --------- | --------- | --------- | --------- | --------- |
| Carlos Acosta            | Pistola rápida 25 metros     | Desconocido | Desconocido | No avanzó | No avanzó | No avanzó | No avanzó | No avanzó | No avanzó | No avanzó | No avanzó | No avanzó | No avanzó | No avanzó | No avanzó |           |           |
| Guillermo Huet Bobadilla | Pistola rápida 25 metros     | 18          | 1           | 6         | 1         | 2         | 16        | No avanzó | No avanzó | No avanzó | No avanzó | No avanzó | No avanzó | No avanzó | No avanzó | No avanzó | No avanzó |
| Álvaro García Taboada    | Rifle 50 m, posición tendida |             |             |           |           |           |           |           |           |           |           |           |           | 294       | 13        |           |           |
| Antonio García Abaunza   | Rifle 50 m, posición tendida |             |             |           |           |           |           |           |           |           |           |           |           | 288       | 44        |           |           |
| Gustavo Huet Bobadilla   | Rifle 50 m, posición tendida |             |             |           |           |           |           |           |           |           |           |           |           | 296       | 7         |           |           |